# Nadia Bulkin
Nadia Bulkin (Yakarta, 4 de agosto de 1987) es una politóloga indonesia-estadounidense y autora de cuentos, principalmente del género de terror.

## Trayectoria
Bulkin nació en Indonesia de padre musulmán y madre cristiana. Sus padres decidieron abandonar Indonesia poco después de la muerte de Suharto. Se mudó a Nebraska con su familia cuando tenía 11 años.
Se graduó summa cum laude en Barnard College con una licenciatura en ciencias políticas antes de obtener su maestría en la Escuela de Servicio Internacional de la Universidad Americana.
Bulkin actualmente trabaja como consultora en Washington D. C. Es asociada senior en The Asia Group, un grupo asesor de estrategia y capital.
Se han publicado cuentos de Bulkin en ChiZine, Strange Horizons, Three-lobed Burning Eye y la antología Aickman's Heirs, editada por Simon Strantzas.

## Reconocimientos
En 2018, fue nominada a los premios Shirley Jackson tanto por sus relatos ("Live Through This") como por su novela en la colección de un solo autor (She Said Destroy, Word Horde, 2017).